# Маніфольд фонтанної арматури

Схема маніфольда фонтанної арматури: 1 – колонна головка; 2 – арматура фонтанна; 3 – привід засувки; 4 – лінія керування; 5 – станція керування фонтанною арматурою; 6 – розподільник

Маніфольд фонтанної арматури (рос. манифольд фонтанной арматуры; англ. manifold of a Christmas tree, нім. Manifold n der Eruptionsarmatur) — у бурильній техніці — система трубопроводів із запірними пристроями (крани або засуви), яка з'єднує викиди фонтанної арматури із шлейфом (викидним трубопроводом).
Маніфольд — система труб і відводів із засувками або кранами — служить для з'єднання фонтанної арматури з трубопроводом, по якому продукція свердловини надходить на групову вимірну установку.
Фонтанна арматура свердловини з'єднується з промисловими комунікаціями збору пластової рідини чи газу за допомогою маніфольда, що являє собою сполучення трубопроводів і запірних пристроїв, а іноді й клапанів, що обв'язують фонтанну арматуру. Маніфольд служить для підключення до трубного та затрубного просторів агрегатів для проведення різних операцій при пуску й експлуатації свердловини. Маніфольди фонтанної арматури звичайних нафтових свердловин складаються з декількох засувок, хрестовиків, трійників й інших елементів. На більш відповідальних нафтових свердловинах маніфольд складається з більшого числа елементів. Ще більш складні маніфольди для високодебітних газових свердловин.